# Kai Sehr
Kai Sehr (* 1965 in Düsseldorf) ist ein deutscher Regisseur.

## Beruflicher Werdegang
Kai Sehr wuchs in Deutschland auf, arbeitete eine Zeitlang als Krankenpfleger, bis er in den 1990er Jahren nach Los Angeles zog und Filmregie am American Film Institute studierte.
Kai Sehr führte Regie bei einer Reihe von Musikvideos für die Bands Die Sterne, Die Ärzte, Die fantastischen Vier und Live. Für die Backstreet Boys dreht er 1996 den Videoclip für ihre Debütsingle in den USA Quit Playing Games (With My Heart). Ein 87-minütiger Musikfilm mit dem Titel Live in Berlin entstand 2002 unter seiner Regie für Glashaus. 2011 drehte Kai Sehr für Herbert Grönemeyer die Musikvideos zum Titel Schiffsverkehr und Fernweh.
In den 2000er Jahren drehte Kai Sehr zahlreiche ausgezeichnete Werbefilme unter anderen für McDonald’s,  Hornbach und BMW. Für den Spot Mc Donald’s – Hello wurde er 2005 mit dem Golden Award of Montreux ausgezeichnet und für seine Mitarbeit an einer Reihe von neun Werbefilmen für K-Fee Energy Drink erhielt er 2005 einen Silbernen Löwen beim Cannes Lions International Advertising Festival.
Kai Sehr ist mit der Regisseurin Karin Haase-Sehr verheiratet und hat seinen Hauptwohnsitz in Los Angeles.

## Musikvideos
- 1994: Universal Tellerwäscher, Die Sterne
- 1994: Friedenspanzer, Die Ärzte
- 1994: Quark, Die Ärzte
- 1995: Schunder-Song, Die Ärzte
- 1996: Quit Playing Games (With My Heart), Backstreet Boys
- 1996: Drei-Tage-Bart, Die Ärzte
- 1997: Der Picknicker, Die fantastischen Vier
- 1998: Männer sind Schweine, Die Ärzte
- 2000: Klonen, Knorkator
- 2000: They Stood Up for Love, Live
- 2002: Live in Berlin, Glashaus
- 2011: Schiffsverkehr, Herbert Grönemeyer
- 2011: Fernweh, Herbert Grönemeyer